# Vaire
Vaire es una comuna nueva francesa situada en el departamento de Doubs, de la región de Borgoña-Franco Condado.

## Historia
Fue creada el 1 de junio de 2016, en aplicación de una resolución del prefecto de Doubs de 12 de mayo de 2016 con la unión de las comunas de Vaire-Arcier y Vaire-le-Petit, pasando a estar el ayuntamiento en la antigua comuna de Vaire-Arcier.

## Demografía
| Gráfica de evolución demográfica de Vaire entre 1800 y 2013 |
|                                                             |

Los datos entre 1800 y 2013 son el resultado de sumar los parciales de las dos comunas que forman la nueva comuna de Vaire, cuyos datos se han cogido de 1800 a 1999, para las comunas de Vaire-Arcier y Vaire-le-Petit de la página francesa EHESS/Cassini. Los demás datos se han cogido de la página del INSEE.

## Composición
| Comuna delegada | Código INSEE | Población (2013) | Superficie (km²) | Densidad (hab./km²) |
| --------------- | ------------ | ---------------- | ---------------- | ------------------- |
| Vaire-Arcier    | 25575        | 542              | 12.78            | 42                  |
| Vaire-le-Petit  | 25576        | 226              | 1.26             | 179                 |